# Argenvilliers
Argenvilliers település Franciaországban, Eure-et-Loir megyében. Lakosainak száma 318 fő (2022. január 1.). Argenvilliers La Gaudaine és Vichères községekkel határos.

## Népesség
A település népességének változása:
| Lakosok száma | 388  | 330  | 301  | 365  | 353  | 341  | 332  | 325  | 323  | 318  |
|               | 1968 | 1982 | 1990 | 2006 | 2013 | 2015 | 2017 | 2019 | 2020 | 2022 |